# Voo Air India Express 812
O Voo Air India Express 812 é uma rota operada pela companhia Air-India Express entre Dubai nos Emirados Árabes Unidos e Mangalore, na Índia. O voo 812 de 22 de maio de 2010, operado por um Boeing 737-8HG, pegou fogo ao acidentar-se durante um pouso no Aeroporto Internacional de Mangalore, na Índia. O acidente ocorreu às 6h 30min  no horário local.
Informação da imprensa indiana aponta que o centro de tráfego aéreo local perdeu contato com a aeronave no horário do acidente, quando a asa esquerda pegou fogo.
O Aeroporto de Mangalore fica em um local cercado por montanhas. No momento do acidente o tempo estava encoberto e a visibilidade era baixa.